# Flockaveli
Flockaveli — дебютний студійний альбом американського репера Waka Flocka Flame, виданий 5 жовтня 2010 р. лейблами 1017 Brick Squad Records, Warner Bros. Records та Asylum Records. Назва платівки є посиланням на італійського політичного мислителя Нікколо Макіавеллі, на честь якого Тупак незадовго до своєї смерті змінив своє сценічне ім'я на Makaveli.
Реліз дебютував на 6-му місці чарту Billboard 200 з результатом у 37 тис. проданих копій за перший тиждень. Станом на 15 серпня 2011 р. наклад платівки на території США становив 285 тис. Більшість критиків оцінили реліз позитивно. 25 листопада 2015 вийшов мікстейп Flockaveli 1.5.

## Сингли й відеокліпи
25 грудня 2009 р. випустили «O Let's Do It». На окремку не зазначено, що Lil Capp є запрошеним гостем. Цю помилку виправили у буклеті альбому. Пісня посіла 62-гу сходинку чарту Billboard Hot 100. У записі офіційного реміксу взяли участь Diddy, Рік Росс та Gucci Mane. 13 травня видали сингл «Hard in da Paint». У липні відбулась прем'єра відеокліпу. У записі офіційного реміксу взяли участь Ciara й Gucci Mane.
17 серпня випустили «No Hands». Трек посів 13-ту позицію Billboard Hot 100. 15 лютого 2011 р. синглом видали «Grove St. Party». Окремок опинився на 74-му місці чарту Billboard Hot 100.
Також існують відеокліпи на «Snake in the Grass», «Bustin' at Em», «For My Dawgs», та «Live by the Gun».

## Список пісень
| #   | Назва                                                                                          | Продюсер(и)                                       | Тривалість |
| --- | ---------------------------------------------------------------------------------------------- | ------------------------------------------------- | ---------- |
| 1.  | «Bustin' at 'Em»                                                                               | Lex Luger; Joshua «SouthSide» Luellen (співпрод.) | 4:03       |
| 2.  | «Hard in da Paint»                                                                             | Lex Luger                                         | 4:06       |
| 3.  | «TTG (Trained to Go)» (з участю French Montana, YG Hootie, Joe Moses, Suge Gotti та Baby Bomb) | Lex Luger                                         | 5:05       |
| 4.  | «Bang» (з участю YG Hootie та Slim Dunkin)                                                     | Lex Luger; Tay Beatz (співпрод.)                  | 4:23       |
| 5.  | «No Hands» (з участю Roscoe Dash та Wale)                                                      | Drumma Boy                                        | 4:22       |
| 6.  | «Bricksquad» (з участю Gudda Gudda)                                                            | Lex Luger                                         | 3:57       |
| 7.  | «Fuck the Club Up» (з участю Pastor Troy та Slim Dunkin)                                       | Joshua «SouthSide» Luellen                        | 4:39       |
| 8.  | «Homies» (з участю YG Hootie, Popa Smurf та Ice Burgandy)                                      | Prince та Purps                                   | 4:54       |
| 9.  | «Grove St. Party» (з участю Kebo Gotti)                                                        | Lex Luger                                         | 4:10       |
| 10. | «O Let's Do It» (з участю Lil Capp)                                                            | L-Don Beatz                                       | 4:08       |
| 11. | «Karma» (з участю YG Hootie та Popa Smurf)                                                     | Lex Luger                                         | 3:52       |
| 12. | «Live by the Gun» (з участю RA Diggs та Uncle Murda)                                           | Lex Luger                                         | 4:09       |
| 13. | «For My Dawgs»                                                                                 | Cedric «Yayo» Herbert                             | 3:21       |
| 14. | «G-Check» (з участю YG Hootie, Bo Deal та Joe Moses)                                           | Lex Luger                                         | 4:18       |
| 15. | «Snake in the Grass» (за участі Cartier Kitten)                                                | Lex Luger                                         | 2:58       |
| 16. | «Smoke, Drank» (з участю Mouse та Kebo Gotti)                                                  | Lil Jon; NIKO (співпрод.)                         | 4:32       |
| 17. | «Fuck This Industry»                                                                           | Lex Luger                                         | 5:09       |

| Бонус-треки | Бонус-треки  | Бонус-треки                | Бонус-треки |
| #           | Назва        | Продюсер                   | Тривалість  |
| ----------- | ------------ | -------------------------- | ----------- |
| 18.         | «Rumors»     | Joey French                | 3:29        |
| 19.         | «Gun Sounds» | Joshua «SouthSide» Luellen | 3:36        |

## Учасники
- Дебра Ентні, Waka Flocka Flame — виконавчі продюсери, A&R
- Расселл Дреєр — фото всередині
- Дарріл «Big Dee» Джонсон, Ліза Джозеф, Найджел Толлі — A&R
- Колін Леонард — мастеринг
- Майк Рев — дизайн обкладинки
- Тавон Семпсон — оформлення
- Шерод Сімпсон — фото обкладинки
- Керолін Трейсі — пакування
- Фініс «KY» Вайт — звукоінженер, зведення

## Чартові позиції
| Чарт (2010)               | Найвища позиція |
| ------------------------- | --------------- |
| США                       | 6               |
| US Top Rap Albums         | 2               |
| US Top R&B/Hip-Hop Albums | 2               |